# Oberthueria caeca
Oberthueria caeca är en fjärilsart som beskrevs av Charles Oberthür 1881. Oberthueria caeca ingår i släktet Oberthueria och familjen silkesspinnare. Inga underarter finns listade i Catalogue of Life.